# جون لورنس
جون لورنس (بالإنجليزية: John Laurens)‏ هو سياسي أمريكي، ولد في 28 أكتوبر 1754 في تشارلستون في الولايات المتحدة، وتوفي في 27 أغسطس 1782 في الولايات المتحدة.

## روابط خارجية
- جون لورنس على موقع الموسوعة البريطانية (الإنجليزية)
- جون لورنس على موقع إن إن دي بي (الإنجليزية)